# 비고 옌센
알렉산더 비고 옌센(덴마크어: Alexander Viggo Jensen, 1874년 6월 22일 ~ 1930년 11월 2일)은 덴마크의 역도 선수, 사격 선수, 체조 선수, 육상 선수였다. 그는 아테네에서 열린 1896년 하계 올림픽에 참가해서 덴마크의 첫 올림픽 우승자가 되었다.
가장 먼저 참가한 종목은 역도 양손 경기로 현재의 용상 경기와 방식이 같다. 옌센과 영국의 론서스턴 엘리엇은 똑같이 111.5kg을 들었지만 심판들은 옌센의 자세가 더 좋았으며 그가 금메달을 받아야 한다고 했다. 영국 대표단은 이에 항의해서 더 많은 경기를 해서 두 선수가 더 좋은 기록을 낼 수 있도록 해야한다고 주장했으나 거절당했다. 그 결과 옌센은 1위를 유지했지만 추가 시도 때 그의 어깨에 경미한 부상을 당했다.
이 부상은 옌센이 한손 경기, 즉 현재의 인상경기 때 훼방을 늘어놓았다. 그는 57.0kg까지 들어올렸으나 경쟁자인 엘리엇은 71.0kg을 들어올려서 2위가 되었다. 옌센은 포환던지기 경기에 출전해서 4위에 올랐다. 원반던지기 경기에도 출전했으나 이번에는 4위이내에 들지 못했으며 6위에 올랐다.
체조 경기에서는 로프등반 경기에 출전했다. 그는 로프등반을 다 끝내지 못했으며 14m를 오른 두 명의 그리스 선수와 12.5m를 오른 독일의 프리츠 호프만에 이어서 4위에 올랐다. 론서스턴 엘리엇도 이 경기에 출전했으며 엘리엇보다는 높이 올랐다.
그는 군사소총 종목과 자유 소총 종목에도 출전했다. 군사소총 종목에서는 총 40발 중에 30발을 명중, 1,640점으로 6위에 올랐다. 자유소총 종목에서는 꽤 좋은 성적을 내서 31발을 명중시켜서 1,305점을 기록, 3위에 올랐다. 각 세트별 점수(한 세트당 10발)는 392, 423, 280, 210점이었다.